# Dzięki (singel)
Dzięki – singiel polskiego zespołu Genzie, który został wydany 1 lutego 2022.
Nagranie otrzymało w Polsce status platynowej płyty 6 grudnia 2023.
Singel zdobył ponad 17 milionów wyświetleń w serwisie YouTube (na luty 2024) oraz ponad 5 milionów odsłuchań w serwisie Spotify (na luty 2024).

## Nagrywanie
Utwór został wyprodukowany przez Clearminda. Za mix/mastering i realizację utworu odpowiada FANTØM. Tekst do utworu został napisany przez Jakuba Bireckiego oraz Patryka Barana.

## Twórcy
- Genzie – główny artysta/zespół
- Jakub Birecki – tekst
- Clearmind (Mateusz Żezala) – produkcja
- FANTØM (Grzegorz Burkat) – mix/mastering oraz realizacja utworu
- Clearmind (Mateusz Żezala) – kompozycja
- Damian Wróbel – gitary
- Patryk „Mortalcio” Baran – tekst, wokal

- Faustyna Fugińska – wokal
- Bartosz „Świeży” Laskowski – wokal
- Wiktoria „Kartonii” Bochnak – wokal, tekst
- Hanna Puchalska – wokal
- Bartek Kubicki – wokal

## Certyfikaty
| Kraj          | Certyfikat      |
| ------------- | --------------- |
| Polska (ZPAV) | platynowa płyta |